# 823 Sisigambis
823 Sisigambis este un asteroid din centura principală, descoperit pe 31 martie 1916, de Max Wolf.